# 3923 Radzievskij
3923 Radzievskij è un asteroide della fascia principale. Scoperto nel 1976, presenta un'orbita caratterizzata da un semiasse maggiore pari a 3,9558575 UA e da un'eccentricità di 0,2214972, inclinata di 3,49183° rispetto all'eclittica.